# Halvbjörnar
Halvbjörnar (Procyonidae) är en familj i underordningen hundliknande rovdjur (Canoidea) som tillhör ordningen rovdjur. I familjen finns omkring 20 arter som lever i tempererade eller subtropiska regioner av Amerika.

## Utseende
Halvbjörnar är små till medelstora däggdjur med en kroppslängd mellan 30 och 70 cm och en vikt mellan 1 och 12 kg. Svansen är hos alla arter lång och oftast böjd. Pälsen har en grå eller brun färg och några arter har en påfallande ansiktsmask. Öronen är små och uppriktade. Alla fötter har fem fingrar med korta, böjda klor. En enda art i familjen, veckelbjörnen, har en gripsvans.
Tandformeln är I 3/3 C 1/1 P 3-4/3-4 M 2/2-3, alltså 36 till 42 tänder. I motsats till björnar har halvbjörnar inga förminskade premolarer. Däremot är rovdjurssaxen inte bra utvecklad och molarerna är oftast bredare än lång.

## Utbredning
Halvbjörnar förekommer ursprungligen i Amerika från södra Kanada till norra Argentina. Sedan mitten av 1900-talet finns förvildade populationer av arten tvättbjörn i mellersta Europa och i Kaukasus. Arterna i familjen förekommer huvudsakligen i skogsområden men vissa familjemedlemmar kan anpassa sig till mera torra och öppna habitat.

## Levnadssätt
Med undantag av släktet näsbjörnar är halvbjörnar aktiva under gryningen eller natten. De sover vanligtvis i håligheter i träd eller i små grottor. Många arter har god förmåga att klättra och simma. De lever beroende på art ensamma eller i flockar.
Halvbjörnar är allätare som huvudsakligen livnär sig av växtdelar som frukt och nötter. Medan arter i släktena Potos och Bassaricyon nästan uteslutande lever av växter äter andra arter även insekter, mindre ryggradsdjur, fågelägg, kräftdjur och liknande.
Halvbjörnar som lever i eller nära människans samhällen betraktas ofta som skadedjur när de hämtar sin föda från fruktodlingar, skapar oreda i avfallshögar eller plockar fiskar från fiskdammar.
Honor föder upp till fyra ungar per kull. Hos veckelbjörnen har en kull vanligen bara en unge. Honor kan fortplanta sig efter ett år och hos hannar infaller könsmognaden allmänt efter två år. Halvbjörnar lever i naturen upp till sju år och exemplar i fångenskap blev upp till 15 år gamla.

## Utvecklingshistoria
Halvbjörnarnas evolution är inte helt utredd men enligt de senaste forskningarna har de en gemensam anfader med mårddjuren (Mustelidae). Familjerna utvecklades från ett rovdjur som även är anfader till skunkarna (Mephitidae) och kattbjörnen (Ailurus fulgens). Dessa fyra taxa sammanfattas därför under det vetenskapliga namnet Musteloidea.
De äldsta fossilen som med säkerhet räknas till familjen halvbjörnar tillhör släktena cacomixtler (Bassariscus) och Probassariscus. De dateras till mellersta miocen. Alla andra släkten uppkom troligen under senare delen av miocen.

## Systematik

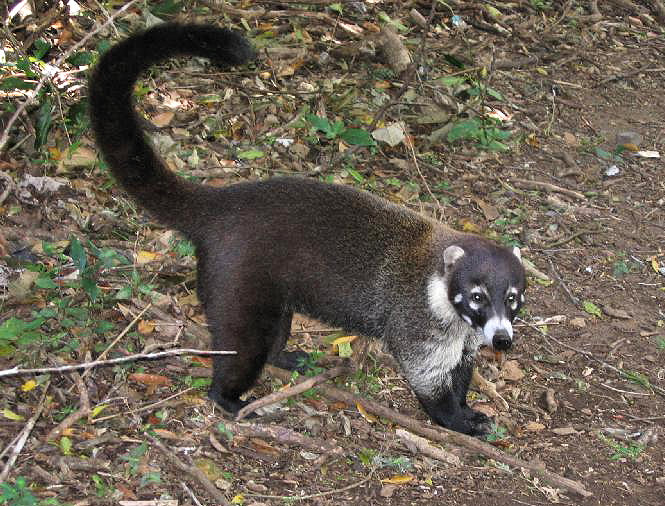
Vitnosad näsbjörn (Nasua narica)

Familjen halvbjörnar indelas traditionell i följande underfamiljer och släkten:
- Underfamilj Procyoninae
  - Tvättbjörnar (Procyon)
    - Tvättbjörn (P. lotor)
    - Krabbätande tvättbjörn (P. cancrivorus)
    - Cozumeltvättbjörn (P. pygmaeus)

  - Nasua
    - Vanlig näsbjörn även kallad röd eller ringsvansad näsbjörn (N. nasua)
    - Vitnosad näsbjörn (N. narica) med underarten  önäsbjörn (N. n. nelsoni)

  - Nasuella
    - Mindre bergsnäsbjörn (N. olivacea)
    - Nasuella meridensis

  - Cacomixtler (Bassariscus)
    - Ringsvansad katt eller kattfrett (B. astutus)
    - Centralamerikansk cacomixtler (B. sumichrasti)
- Underfamilj Potosinae
  - Olingobjörnar (Bassaricyon)
    - Allens olingo (B. alleni)
    - Bassaricyon beddardi
    - Bassaricyon gabbii
    - Bassaricyon lasius
    - Olinguito (B. neblina)
    - Bassaricyon pauli

  - Potos
    - Veckelbjörn (P. flavus)

Enligt Koepfli et al. (2007) förekommer tre utvecklingslinjer (underfamiljer) hos halvbjörnar. Den första med släktena Procyon och Bassariscus, den andra med släktena Nasua, Nasuella  och Bassaricyon, samt den tredje med släktet Potos.
Jättepandan, som tidigare ingick i familjen, räknas efter nya forskningsrön till familjen björnar. Mindre panda eller kattbjörn listas av de flesta zoologer i en egen familj, Ailuridae.